# US Open 2014
Gli US Open 2014 sono stati un torneo di tennis che si è giocato all'USTA Billie Jean King National Tennis Center di Flushing Meadows a New York, su campi di cemento DecoTurf all'aperto. Si trattava della 134ª edizione degli US Open, quarta e ultima prova del Grande Slam nell'ambito dell'ATP World Tour 2014 e del WTA Tour 2014.
I campioni uscenti dei singolari maschile e femminile erano Rafael Nadal e Serena Williams. Il tennista spagnolo non ha potuto partecipare a questa edizione a causa di un infortunio al polso destro. La campionessa statunitense è invece riuscita a difendere il titolo superando in finale Caroline Wozniacki per 6–3, 6–3.
La finale maschile ha visto Marin Čilić vincere il suo primo Slam ai danni di Kei Nishikori. È stata la prima volta dagli Australian Open 2005 che ad una finale Slam non ha partecipato almeno uno tra Roger Federer, Novak Đoković e Rafael Nadal.

## Qualificazioni, wild card e sorteggio
Le qualificazioni assegnano sedici posti per ciascuno dei due tornei di singolare e si sono disputate fra il 20 e il 23 agosto 2014.
I tennisti che hanno superato le qualificazioni per il tabellone principale sono stati:
- Per il singolare maschile

1. Marco Chiudinelli
2. Niels Desein
3. Filip Krajinović
4. Facundo Bagnis
5. Yoshihito Nishioka
6. Illja Marčenko
7. Andreas Beck
8. Aleksandr Kudrjavcev

1. Peter Gojowczyk
2. Tarō Daniel
3. Tatsuma Itō
4. Matthias Bachinger
5. James McGee
6. Steve Darcis
7. Radu Albot
8. Borna Ćorić

- Per il singolare femminile

1. Wang Qiang
2. Maryna Zanevs'ka
3. Lesja Curenko
4. Alla Kudrjavceva
5. Ashleigh Barty
6. Ksenija Pervak
7. Françoise Abanda
8. Duan Yingying

1. Ons Jabeur
2. Aleksandra Krunić
3. Anastasija Rodionova
4. Latisha Chan
5. Mirjana Lučić-Baroni
6. Paula Kania
7. Zheng Saisai
8. Aljaksandra Sasnovič

Le wild card sono state assegnate a:
- Per il singolare maschile[3]:

1. Jared Donaldson
2. Marcos Giron
3. Ryan Harrison
4. Michaël Llodra
5. Wayne Odesnik
6. Noah Rubin
7. Tim Smyczek
8. Bernard Tomić

- Per il singolare femminile[4]:

1. Catherine Bellis
2. Madison Brengle
3. Danielle Collins
4. Jarmila Gajdošová
5. Nicole Gibbs
6. Amandine Hesse
7. Grace Min
8. Taylor Townsend

Il sorteggio dei tabelloni principali è stato effettuato il 21 agosto 2014.

## Tennisti partecipanti ai singolari

### Singolare maschile
- Singolare maschile

| Campione                   | Campione                    | Finalista              | Finalista                  |
| -------------------------- | --------------------------- | ---------------------- | -------------------------- |
| Marin Čilić (14)           | Marin Čilić (14)            | Kei Nishikori (10)     | Kei Nishikori (10)         |
| Semifinalisti              |                             |                        |                            |
| Novak Đoković (1)          | Novak Đoković (1)           | Roger Federer (2)      | Roger Federer (2)          |
| Eliminati ai quarti        |                             |                        |                            |
| Andy Murray (8)            | Stan Wawrinka (3)           | Tomáš Berdych (6)      | Gaël Monfils (20)          |
| Eliminati agli ottavi      |                             |                        |                            |
| Philipp Kohlschreiber (22) | Jo-Wilfried Tsonga (9)      | Tommy Robredo (16)     | Milos Raonic (5)           |
| Dominic Thiem              | Gilles Simon (26)           | Grigor Dimitrov (7)    | Roberto Bautista Agut (17) |
| Eliminati al 3º turno      |                             |                        |                            |
| Sam Querrey                | John Isner (13)             | Pablo Carreño Busta    | Andrej Kuznecov            |
| Blaž Kavčič                | Nick Kyrgios                | Leonardo Mayer (23)    | Víctor Estrella Burgos     |
| Tejmuraz Gabašvili         | Feliciano López (19)        | Kevin Anderson (18)    | David Ferrer (4)           |
| David Goffin               | Richard Gasquet (12)        | Adrian Mannarino       | Marcel Granollers          |
| Eliminati al 2º turno      |                             |                        |                            |
| Paul-Henri Mathieu         | Guillermo García López (28) | Michaël Llodra (WC)    | Jan-Lennard Struff         |
| Oleksandr Nedovjesov       | Benoît Paire                | Fernando Verdasco (31) | Matthias Bachinger (Q)     |
| Thomaz Bellucci            | Jérémy Chardy (30)          | Andreas Seppi          | Simone Bolelli             |
| Pablo Andújar              | Matthew Ebden               | Borna Ćorić (Q)        | Peter Gojowczyk (Q)        |
| Martin Kližan              | Aleksandr Kudrjavcev (Q)    | Tatsuma Itō (Q)        | Ernests Gulbis (11)        |
| Illja Marčenko (Q)         | Jerzy Janowicz              | Federico Delbonis      | Bernard Tomić (WC)         |
| Dudi Sela                  | João Sousa (32)             | Alejandro González     | Paolo Lorenzi              |
| Fabio Fognini (15)         | Tim Smyczek (WC)            | Ivo Karlović (25)      | Samuel Groth               |
| Eliminati al 1º turno      |                             |                        |                            |
| Diego Schwartzman          | Gilles Müller               | Máximo González        | Lu Yen-hsun                |
| Facundo Bagnis             | Daniel Gimeno Traver        | Michail Kukuškin       | Marcos Giron (WC)          |
| Juan Mónaco                | James McGee                 | Andreas Beck (Q)       | Julien Benneteau (24)      |
| Blaž Rola                  | Bradley Klahn               | Radek Štěpánek         | Robin Haase                |
| Jiří Veselý                | Nicolas Mahut               | Donald Young           | Alejandro Falla            |
| Michail Južnyj (21)        | Serhij Stachovs'kyj         | Vasek Pospisil         | Édouard Roger-Vasselin     |
| Wayne Odesnik (WC)         | Jack Sock                   | Tobias Kamke           | Albert Montañés            |
| Lukáš Rosol (29)           | Igor Sijsling               | Benjamin Becker        | Tarō Daniel (Q)            |
| Lleyton Hewitt             | Steve Darcis (Q)            | Evgenij Donskoj        | Santiago Giraldo (27)      |
| Ivan Dodig                 | Steve Johnson               | Lukáš Lacko            | Kenny de Schepper          |
| Marcos Baghdatis           | Marco Chiudinelli (Q)       | Dušan Lajović          | Pablo Cuevas               |
| Radu Albot (Q)             | Noah Rubin (WC)             | Dustin Brown           | Damir Džumhur              |
| Ryan Harrison (WC)         | Carlos Berlocq              | Niels Desein (Q)       | Frank Dancevic             |
| Jared Donaldson (WC)       | Dmitrij Tursunov            | Yoshihito Nishioka (Q) | Denis Istomin              |
| Andrej Golubev             | Pere Riba Madrid            | Filip Krajinović (Q)   | Andreas Haider-Maurer      |
| Jarkko Nieminen            | Jürgen Melzer               | Albert Ramos Viñolas   | Marinko Matosevic          |

### Singolare femminile
- Singolare femminile

| Campionessa              | Campionessa                   | Finalista               | Finalista                |
| ------------------------ | ----------------------------- | ----------------------- | ------------------------ |
| Serena Williams (1)      | Serena Williams (1)           | Caroline Wozniacki (10) | Caroline Wozniacki (10)  |
| Semifinaliste            |                               |                         |                          |
| Ekaterina Makarova (17)  | Ekaterina Makarova (17)       | Peng Shuai              | Peng Shuai               |
| Eliminate ai quarti      |                               |                         |                          |
| Flavia Pennetta (11)     | Viktoryja Azaranka (16)       | Belinda Bencic          | Sara Errani (13)         |
| Eliminate agli ottavi    |                               |                         |                          |
| Kaia Kanepi              | Casey Dellacqua (29)          | Aleksandra Krunić (Q)   | Eugenie Bouchard (7)     |
| Jelena Janković (9)      | Lucie Šafářová (14)           | Marija Šarapova (5)     | Mirjana Lučić-Baroni (Q) |
| Eliminate al 3º turno    |                               |                         |                          |
| Varvara Lepchenko        | Carla Suárez Navarro (15)     | Nicole Gibbs (WC)       | Karolína Plíšková        |
| Petra Kvitová (3)        | Elena Vesnina                 | Zarina Dijas            | Barbora Strýcová (30)    |
| Angelique Kerber (6)     | Johanna Larsson               | Alizé Cornet (22)       | Roberta Vinci (28)       |
| Sabine Lisicki (26)      | Andrea Petković (18)          | Venus Williams (19)     | Simona Halep (2)         |
| Eliminate al 2º turno    |                               |                         |                          |
| Vania King               | Mona Barthel                  | Samantha Stosur (24)    | Coco Vandeweghe          |
| Shelby Rogers            | Anastasija Pavljučenkova (23) | Wang Qiang (Q)          | Ana Ivanović (8)         |
| Petra Cetkovská          | Madison Keys (27)             | Marina Eraković         | Christina McHale         |
| Catherine Bellis (WC)    | Polona Hercog                 | Monica Niculescu        | Sorana Cîrstea           |
| Alla Kudrjavceva (Q)     | Kurumi Nara (31)              | Sloane Stephens (21)    | Cvetana Pironkova        |
| Zheng Saisai (Q)         | Daniela Hantuchová            | Irina-Camelia Begu      | Agnieszka Radwańska (4)  |
| Alexandra Dulgheru       | Madison Brengle (WC)          | Mónica Puig             | Aljaksandra Sasnovič (Q) |
| Anastasija Rodionova (Q) | Timea Bacsinszky              | Shahar Peer             | Jana Čepelová            |
| Eliminate al 1º turno    |                               |                         |                          |
| Taylor Townsend          | Francesca Schiavone           | Alison Van Uytvanck     | Shuai Zhang (32)         |
| Lauren Davis             | Pauline Parmentier            | Donna Vekić             | Ajla Tomljanović         |
| Julia Görges             | Maryna Zanevs'ka (Q)          | Caroline Garcia         | Teliana Pereira          |
| Patricia Mayr-Achleitner | Paula Kania (Q)               | Yvonne Meusburger       | Alison Riske             |
| Kristina Mladenovic      | Klára Zakopalová              | Katarzyna Piter         | Jarmila Gajdošová (WC)   |
| Svetlana Kuznecova (20)  | Latisha Chan (Q)              | Chanelle Scheepers      | Misaki Doi               |
| Dominika Cibulková (12)  | Lesja Curenko (Q)             | Elina Svitolina         | Grace Min (WC)           |
| Ashleigh Barty (Q)       | Jaroslava Švedova             | Heather Watson          | Vol'ha Havarcova         |
| Ksenija Pervak (Q)       | Duan Yingying (Q)             | Yanina Wickmayer        | Aleksandra Wozniak       |
| Annika Beck              | Virginie Razzano              | Karin Knapp             | Bojana Jovanovski        |
| Tímea Babos              | Stefanie Vögele               | Romina Oprandi          | Amandine Hesse (WC)      |
| Paula Ormaechea          | Sílvia Soler Espinosa         | Zheng Jie               | Sharon Fichman           |
| Marija Kirilenko         | Kristýna Plíšková             | Julia Glushko           | Françoise Abanda (Q)     |
| Ons Jabeur (Q)           | Tereza Smitková               | Anna Schmiedlová        | Magdaléna Rybáriková     |
| Kirsten Flipkens         | Camila Giorgi                 | Kiki Bertens            | Kimiko Date              |
| Garbiñe Muguruza (25)    | Johanna Konta                 | María Teresa Torró Flor | Danielle Collins         |

## Seniors

### Singolare maschile
Marin Čilić ha sconfitto in finale  Kei Nishikori con il punteggio di 6–3, 6–3, 6–3.
- È stato il primo Slam in carriera per Čilić.

### Singolare femminile
Serena Williams ha sconfitto in finale  Caroline Wozniacki con il punteggio di 6–3, 6–3.
- È stato il sessantatreesimo titolo in carriera per la Williams, il sesto del 2014 e il sesto titolo a New York.

### Doppio maschile
Bob Bryan /  Mike Bryan hanno sconfitto in finale  Marcel Granollers /  Marc López con il punteggio di 6–3, 6–4.
- È stato il centesimo titolo in coppia per i Bryan, il sedicesimo titolo dello Slam e il quinto a New York.

### Doppio femminile
Ekaterina Makarova /  Elena Vesnina hanno sconfitto in finale  Flavia Pennetta /  Martina Hingis con il punteggio di 2–6, 6–3, 6–2.

### Doppio misto
Sania Mirza /  Bruno Soares hanno sconfitto in finale  Abigail Spears /  Santiago González con il punteggio di 6–1, 2–6, [11–9].

## Junior

### Singolare ragazzi
Omar Jasika ha sconfitto in finale  Quentin Halys con il punteggio di 2–6, 7–5, 6–1.

### Singolare ragazze
Marie Bouzková ha sconfitto in finale  Anhelina Kalinina con il punteggio di 6–4, 7–6(5).

### Doppio ragazzi
Omar Jasika /  Naoki Nakagawa hanno sconfitto in finale  Rafael Matos /  João Menezes con il punteggio di 6–3, 7–6(6).

### Doppio ragazze
İpek Soylu /  Jil Teichmann hanno sconfitto in finale  Vera Lapko /  Tereza Mihalíková con il punteggio di 5–7, 6–2, [10–7].

## Tennisti in carrozzina

### Singolare maschile carrozzina
Shingo Kunieda ha sconfitto in finale  Gustavo Fernandez con il punteggio di 7–6(0), 6–4.

### Singolare femminile carrozzina
Yui Kamiji ha sconfitto in finale  Aniek van Koot con il punteggio di 6–3, 6–3.

### Quad singolare
Andrew Lapthorne ha sconfitto in finale  David Wagner con il punteggio di 7–5, 6–2.

### Doppio maschile carrozzina
Stéphane Houdet /  Shingo Kunieda hanno sconfitto in finale  Gordon Reid /  Maikel Scheffers con il punteggio di 6–2, 2–6, 7–6(4).

### Doppio femminile carrozzina
Yui Kamiji /  Jordanne Whiley hanno sconfitto in finale  Jiske Griffioen /  Aniek van Koot con il punteggio di 6–4, 3–6, 6–3.

### Quad doppio
Nick Taylor /  David Wagner hanno sconfitto in finale  Andrew Lapthorne /  Lucas Sithole con il punteggio di 6–3, 7–5.

## Teste di serie nel singolare
Le seguenti tabelle illustrano i giocatori e le giocatrici che non hanno partecipato al torneo, quelli che sono stati eliminati, e i loro nuovi punteggi nelle classifiche ATP e WTA. Le teste di serie sono assegnate in base ai ranking ATP e WTA del 20 agosto 2014.
| Legenda colori             |
| Vincitore                  |
| Finalista                  |
| Semifinalista              |
| Quarti di finale           |
| Eliminati a 1T, 2T, 3T, 4T |
| Non partecipa              |

### Classifica singolare maschile
| Testa di serie | Ranking | Giocatore              | Punti  | Punti da difendere | Punti conquistati | Nuovo punteggio | Situazione                                    |
| -------------- | ------- | ---------------------- | ------ | ------------------ | ----------------- | --------------- | --------------------------------------------- |
| 1              | 1       | Novak Đoković          | 12,770 | 1,200              | 720               | 12,290          | Eliminato in SF da Kei Nishikori (10)         |
| N/A            | 2       | Rafael Nadal           | 10,670 | 2,000              | 0                 | 8,670           | Infortunio al polso                           |
| 2              | 3       | Roger Federer          | 7,490  | 180                | 720               | 8,210           | Eliminato in SF da Marin Čilić (20)           |
| 3              | 4       | Stan Wawrinka          | 5,985  | 720                | 360               | 5,625           | Eliminato ai QF da Kei Nishikori (10)         |
| 4              | 5       | David Ferrer           | 4,765  | 360                | 90                | 4,495           | Eliminato al 3T da Gilles Simon (26)          |
| 5              | 6       | Milos Raonic           | 4,225  | 180                | 180               | 4,225           | Eliminato al 4T da Kei Nishikori (10)         |
| 6              | 7       | Tomáš Berdych          | 4,060  | 180                | 360               | 4,240           | Eliminato ai QF da Marin Čilić (14)           |
| 7              | 8       | Grigor Dimitrov        | 3,540  | 10                 | 180               | 3,710           | Eliminato al 4T da Gaël Monfils (20)          |
| 8              | 9       | Andy Murray            | 3,150  | 360                | 360               | 3,150           | Eliminato ai QF da Novak Đoković (1)          |
| 9              | 10      | Jo-Wilfried Tsonga     | 2,920  | 0                  | 180               | 3,100           | Eliminato al 4T da Andy Murray (8)            |
| 10             | 11      | Kei Nishikori          | 2,680  | 10                 | 1,200             | 3,870           | Sconfitta in finale da Marin Čilić (14)       |
| 11             | 12      | Ernests Gulbis         | 2,580  | 10                 | 45                | 2,615           | Eliminato al 2T da Dominic Thiem              |
| N/A            | 13      | Juan Martín del Potro  | 2,410  | 45                 | 0                 | 2,365           | Infortunio al polso                           |
| 12             | 14      | Richard Gasquet        | 2,360  | 720                | 90                | 1,730           | Eliminato al 3T da Gaël Monfils (20)          |
| 13             | 15      | John Isner             | 1,925  | 90                 | 90                | 1,925           | Eliminato al 3T da Philipp Kohlschreiber (22) |
| 14             | 16      | Marin Čilić            | 1,845  | 0                  | 2,000             | 3,845           | Vittoria in finale contro Kei Nishikori (10)  |
| 15             | 17      | Fabio Fognini          | 1,835  | 10                 | 45                | 1,870           | Eliminato al 2T da Adrian Mannarino           |
| 16             | 18      | Tommy Robredo          | 1,825  | 360                | 180               | 1,645           | Eliminato al 4T da Stan Wawrinka (3)          |
| 17             | 19      | Roberto Bautista Agut  | 1,800  | 45                 | 180               | 1,935           | Eliminato al 4T da Roger Federer (2)          |
| 18             | 20      | Kevin Anderson         | 1,795  | 45                 | 90                | 1,840           | Eliminato al 3T da Marin Čilić (14)           |
| 19             | 21      | Feliciano López        | 1,770  | 90                 | 90                | 1,770           | Eliminato al 3T da Dominic Thiem              |
| N/A            | 22      | Aleksandr Dolhopolov   | 1,580  | 45                 | 0                 | 1,535           | Infortunio al ginocchio                       |
| 20             | 24      | Gaël Monfils           | 1,530  | 45                 | 360               | 1,845           | Eliminato ai QF da Roger Federer (2)          |
| 21             | 23      | Michail Južnyj         | 1,540  | 360                | 10                | 1,190           | Eliminato al 1T da Nick Kyrgios               |
| 22             | 25      | Philipp Kohlschreiber  | 1,505  | 180                | 180               | 1,505           | Eliminato al 4T da Novak Đoković (1)          |
| 23             | 26      | Leonardo Mayer         | 1,354  | 45                 | 90                | 1,399           | Eliminato al 3T da Kei Nishikori (10)         |
| 24             | 27      | Julien Benneteau       | 1,285  | 90                 | 10                | 1,205           | Eliminato al 1T da Benoît Paire               |
| N/A            | 28      | Nicolás Almagro        | 1,250  | 10                 | 0                 | 1,240           | Infortunio al piede                           |
| 25             | 29      | Ivo Karlović           | 1,220  | 70                 | 45                | 1,195           | Eliminato al 2T da Marcel Granollers          |
| 26             | 30      | Gilles Simon           | 1,180  | 0                  | 180               | 1,360           | Eliminato al 4T da Marin Čilić (14)           |
| 27             | 31      | Santiago Giraldo       | 1,180  | 10                 | 10                | 1,180           | Eliminato al 1T da Tejmuraz Gabašvili         |
| 28             | 32      | Guillermo García López | 1,168  | 10                 | 45                | 1,203           | Eliminato al 2T da Sam Querrey                |
| 29             | 33      | Lukáš Rosol            | 1,290  | 10                 | 10                | 1,290           | Eliminato al 1T da Borna Ćorić                |
| N/A            | 34      | Tommy Haas             | 1,115  | 90                 | 0                 | 1,025           | Infortunio alla spalla                        |
| 30             | 35      | Jérémy Chardy          | 1,105  | 45                 | 45                | 1,105           | Eliminato al 2T da Blaž Kavčič                |
| 31             | 36      | Fernando Verdasco      | 1,100  | 10                 | 45                | 1,135           | Eliminato al 2T da Andrej Kuznecov            |
| 32             | 37      | João Sousa             | 1,077  | 90                 | 45                | 1,032           | Eliminmato al 2T da David Goffin              |

### Classifica singolare femminile
| Testa di serie | Ranking | Giocatrice               | Punti | Punti da difendere | Punti conquistati | Nuovo punteggio | Situazione                                        |
| -------------- | ------- | ------------------------ | ----- | ------------------ | ----------------- | --------------- | ------------------------------------------------- |
| 1              | 1       | Serena Williams          | 9,430 | 2,000              | 2,000             | 9,430           | Vittoria in finale contro Caroline Wozniacki (10) |
| 2              | 2       | Simona Halep             | 6,310 | 280                | 130               | 6,160           | Eliminata al 3T da Mirjana Lučić-Baroni (Q)       |
| N/A            | 3       | Li Na                    | 6,170 | 900                | 0                 | 5,270           | Infortunio al ginocchio                           |
| 3              | 4       | Petra Kvitová            | 5,806 | 160                | 130               | 5,776           | Eliminata al 3T da Aleksandra Krunić (Q)          |
| 4              | 5       | Agnieszka Radwańska      | 5,590 | 280                | 70                | 5,380           | Eliminata al 2T da Peng Shuai                     |
| 5              | 6       | Marija Šarapova          | 5,335 | 0                  | 240               | 5,575           | Eliminata al 4T da Caroline Wozniacki (10)        |
| 6              | 7       | Angelique Kerber         | 4,550 | 280                | 130               | 4,400           | Eliminata al 3T da Belinda Bencic                 |
| 7              | 8       | Eugenie Bouchard         | 4,405 | 100                | 240               | 4,545           | Eliminata al 4T da Ekaterina Makarova (17)        |
| 8              | 9       | Ana Ivanović             | 4,045 | 280                | 70                | 3,835           | Eliminata al 2T da Karolína Plíšková              |
| 9              | 10      | Jelena Janković          | 3,695 | 280                | 240               | 3,655           | Eliminata al 4T da Belinda Bencic                 |
| 10             | 11      | Caroline Wozniacki       | 3,165 | 160                | 1,300             | 4,305           | Eliminata in F da Serena Williams (1)             |
| 11             | 12      | Flavia Pennetta          | 3,121 | 900                | 430               | 2,651           | Eliminata ai QF da Serena Williams (1)            |
| 12             | 13      | Dominika Cibulková       | 3,002 | 5                  | 10                | 3,007           | Eliminata al 1T da Catherine Bellis               |
| 13             | 14      | Sara Errani              | 2,885 | 100                | 430               | 3,215           | Eliminata ai QF da Caroline Wozniacki (10)        |
| 14             | 15      | Lucie Šafářová           | 2,825 | 100                | 240               | 2,965           | Eliminata al 4T da Shuai Peng                     |
| 15             | 16      | Carla Suárez Navarro     | 2,790 | 500                | 130               | 2,420           | Eliminato al 3T da Kaia Kanepi                    |
| 16             | 17      | Viktoryja Azaranka       | 2,783 | 1,400              | 430               | 1,813           | Eliminata ai QF da Ekaterina Makarova (17)        |
| 17             | 18      | Ekaterina Makarova       | 2,565 | 500                | 780               | 2,845           | Eliminata alle SF da Serena Williams (1)          |
| 18             | 19      | Andrea Petković          | 2,400 | 5                  | 130               | 2,525           | Eliminata al 3T da Caroline Wozniacki (10)        |
| 19             | 20      | Venus Williams           | 2,340 | 100                | 130               | 2,370           | Eliminata al 3T da Sara Errani (13)               |
| 20             | 21      | Svetlana Kuznecova       | 2,010 | 160                | 10                | 1,860           | Eliminata al 1T da Marina Eraković                |
| 21             | 22      | Sloane Stephens          | 1,900 | 280                | 70                | 1,690           | Eliminata al 2T da Johanna Larsson                |
| 22             | 23      | Alizé Cornet             | 1,930 | 160                | 130               | 1,900           | Eliminata al 3T da Lucie Šafářová (14)            |
| 23             | 24      | Anastasija Pavljučenkova | 1,865 | 160                | 70                | 1,775           | Eliminata al 2T da Nicole Gibbs (WC)              |
| 24             | 25      | Samantha Stosur          | 1,920 | 5                  | 70                | 1,985           | Eliminata al 2T da Kaia Kanepi                    |
| 25             | 26      | Garbiñe Muguruza         | 1,694 | 0                  | 10                | 1,704           | Eliminata al 1T da Mirjana Lučić-Baroni (Q)       |
| 26             | 27      | Sabine Lisicki           | 1,576 | 160                | 130               | 1,546           | Eliminata al 3T da Marija Šarapova (5)            |
| 27             | 28      | Madison Keys             | 1,605 | 5                  | 70                | 1,670           | Eliminata al 2T da Aleksandra Krunić (Q)          |
| 28             | 29      | Roberta Vinci            | 1,492 | 500                | 130               | 1,122           | Eliminata al 3T da Peng Shuai                     |
| 29             | 30      | Casey Dellacqua          | 1,441 | 60                 | 240               | 1,621           | Eliminata al 4T da Flavia Pennetta (11)           |
| 30             | 31      | Barbora Strýcová         | 1,419 | 30                 | 130               | 1,519           | Eliminata al 3T da Eugenie Bouchard (7)           |
| 31             | 32      | Kurumi Nara              | 1,412 | 220                | 70                | 1,262           | Eliminata al 2T da Belinda Bencic                 |
| 32             | 33      | Zhang Shuai              | 1,412 | 60                 | 10                | 1,362           | Eliminata al 1T da Mona Barthel                   |
| N/A            | 39      | Shuai Peng               | 1,225 | 100                | 780               | 1,905           | Eliminata alle SF da Caroline Wozniacki (10)      |
| N/A            | 58      | Belinda Bencic           | 916   | 0                  | 430               | 1,346           | Eliminata ai QF da Shuai Peng                     |

### Assegnazione punteggi
I punteggi delle classifiche ATP e WTA vengono assegnati come illustrato.
| Turno                | Singolare maschile | Doppio maschile | Singolare femminile | Doppio femminile |
| -------------------- | ------------------ | --------------- | ------------------- | ---------------- |
| Vincitore            | 2000               | 2000            | 2000                | 2000             |
| Finale               | 1200               | 1200            | 1300                | 1300             |
| Semifinali           | 720                | 720             | 780                 | 780              |
| Quarti di finale     | 360                | 360             | 430                 | 430              |
| Ottavi di finale     | 180                | 180             | 240                 | 240              |
| Terzo turno          | 90                 | 90              | 130                 | 130              |
| Secondo turno        | 45                 | 0               | 70                  | 10               |
| Primo turno          | 10                 | –               | 10                  | –                |
| Qualificazione       | 25                 | –               | 60                  | –                |
| 3T di qualificazione | 16                 | –               | 50                  | –                |
| 2T di qualificazione | 8                  | –               | 40                  | –                |
| 1T di qualificazione | 0                  | –               | 2                   | –                |

## Premi in denaro
Tutti i premi sono in dollari americani, e il montepremi complessivo è di 36,2 milioni. Nel doppio il premio è assegnato alla coppia.
| Risultato                    | Singolari maschile e femminile | Doppio maschile e femminile | Doppio misto |
| ---------------------------- | ------------------------------ | --------------------------- | ------------ |
| Campioni                     | 3 000 000$                     | 520 000$                    | 150 000$     |
| Finale                       | 1 450 000$                     | 250 000$                    | 70 000$      |
| Semifinale                   | 730 000$                       | 124 450$                    | 30 000$      |
| Quarti di finale             | 370 250$                       | 62 060$                     | 15 000$      |
| Quarto turno                 | 187 300$                       | 32 163$                     | 10 000$      |
| Terzo turno                  | 105 090$                       | 20 063$                     | 5000$        |
| Secondo turno                | 60 420$                        | 13 375$                     | –            |
| Primo turno                  | 35 754$                        | –                           | –            |
| Ultimo turno qualificazioni  | 13 351$                        | –                           | –            |
| Secondo turno qualificazioni | 8781$                          | –                           | –            |
| Primo turno qualificazioni   | 4551$                          | –                           | –            |